# Regierung Chatham

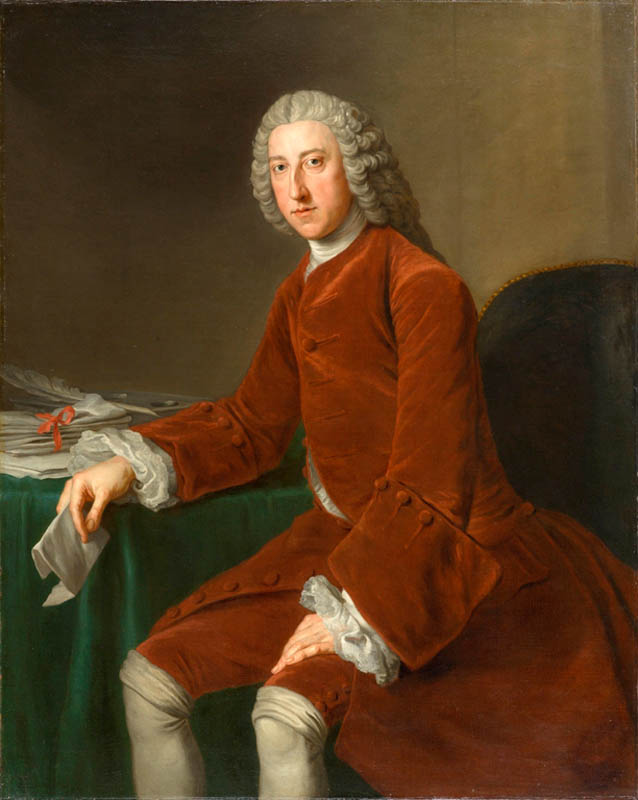
William Pitt, 1. Earl of Chatham

Die Regierung Chatham war von 1766 bis 1768 die Regierung des Königreichs Großbritannien. Sie wurde am 30. Juli 1766 von William Pitt, 1. Earl of Chatham gebildet und löste die Erste Regierung Rockingham ab. Sie blieb zum 14. Oktober 1768 im Amt, woraufhin die Regierung Grafton gebildet wurde.
Bei den Unterhauswahlen vom 25. März bis zum 5. Mai 1761 gewannen die liberalen Whigs unter Thomas Pelham-Holles, 1. Duke of Newcastle-upon-Tyne 466 der 558 Sitze im House of Commons, während die konservativen Tories unter Sir Edmund Isham 112 Abgeordnete stellten. Bei den nächsten Unterhauswahlen zwischen dem 16. März und dem 6. Mai 1768 traten die Tories unter der nunmehrigen Führung von Frederick North, Lord North an, die sogenannten „Rockingham Whigs“ (Rockinghamites) unter Henry Seymour Conway und William Dowdeswell und die „Grenville Whigs“ (Grenvillites) von George Grenville sowie eine „Bedfordites“ genannte Gruppe unter Führung von Richard Rigby.

## Kabinettsmitglieder
Dem Kabinett gehörten folgende Mitglieder an:
| Amt                           | Amtsinhaber                                                            | Beginn der Amtszeit                                | Ende der Amtszeit                                     |
| ----------------------------- | ---------------------------------------------------------------------- | -------------------------------------------------- | ----------------------------------------------------- |
| Lordsiegelbewahrer            | William Pitt, 1. Earl of Chatham                                       | 30. Juli 1766                                      | 14. Oktober 1768                                      |
| Erster Lord des Schatzamtes   | Augustus FitzRoy, 3. Duke of Grafton                                   | 30. Juli 1766                                      | 14. Oktober 1768                                      |
| Lordkanzler                   | Charles Pratt, 1. Earl Camden                                          | 30. Juli 1766                                      | 14. Oktober 1768                                      |
| Lordpräsident des Rates       | Robert Henley, 1. Baron Henley Granville Leveson-Gower, 2. Earl Gower  | 30. Juli 1766 22. Dezember 1767                    | 22. Dezember 1767 14. Oktober 1768                    |
| Schatzkanzler                 | Charles Townshend Frederick North, Lord North                          | 30. Juli 1766 4. September 1767                    | 4. September 1767 (†) 14. Oktober 1768                |
| Staatssekretär für den Norden | Henry Seymour Conway Thomas Thynne, 3. Viscount Weymouth               | 30. Juli 1766 20. Januar 1768                      | 20. Januar 1768 14. Oktober 1768                      |
| Staatssekretär für den Süden  | William Petty, 2. Earl of Shelburne                                    | 30. Juli 1766                                      | 14. Oktober 1768                                      |
| Generalfeldzeugmeister        | John Manners, Marquess of Granby                                       | 30. Juli 1766                                      | 14. Oktober 1768                                      |
| Erster Lord der Admiralität   | John Perceval, 2. Earl of Egmont Sir Charles Saunders Sir Edward Hawke | 30. Juli 1766 10. September 1766 10. Dezember 1766 | 10. September 1766 10. Dezember 1766 14. Oktober 1768 |